# Tereza Petržilková
Tereza Petržilková (Strakonice, 10 de septiembre de 1993) es una deportista checa que compite en atletismo, especialista en las carreras de velocidad.
Ganó una medalla de bronce en el Campeonato Mundial de Atletismo de 2023 y una medalla de bronce en el Campeonato Europeo de Atletismo en Pista Cubierta de 2025. En los Juegos Europeos de Cracovia 2023 consiguió una medalla de oro en la prueba de 4 × 400 m mixto.

## Palmarés internacional
| Campeonato Mundial                   | Campeonato Mundial       | Campeonato Mundial | Campeonato Mundial |
| Año                                  | Lugar                    | Medalla            | Prueba             |
| ------------------------------------ | ------------------------ | ------------------ | ------------------ |
| 2023                                 | Budapest (Hungría)       | Medalla de bronce  | 4 × 400 m mixto    |
| Juegos Europeos                      |                          |                    |                    |
| Año                                  | Lugar                    | Medalla            | Prueba             |
| 2023                                 | Chorzów (Polonia)        | Medalla de oro     | 4 × 400 m mixto    |
| Campeonato Europeo en Pista Cubierta |                          |                    |                    |
| Año                                  | Lugar                    | Medalla            | Prueba             |
| 2025                                 | Apeldoorn (Países Bajos) | Medalla de bronce  | 4 × 400 m          |